# M47 Patton
El M47 Patton era un tanc americà mitjà, un desenvolupament del M46 Patton muntant una torreta actualitzada, i al seu torn va ser desenvolupat més endavant com el M48 Patton. Va ser el segon tanc americà en rebre el nom del general George S. Patton, comandant del Tercer Exèrcit dels Estats Units durant la Segona Guerra Mundial i un dels primers defensors americans dels tancs en batalla.
El M47 era el tanc primari de l'Exèrcit dels Estats Units i del Cos de Marines, destinat a reemplaçar els M26 Pershing i el M46 Patton. L'M47 va ser àmpliament utilitzat pels aliats de la Guerra Freda dels Estats Units, tant SEATO com països de l'OTAN, i va ser l'únic tanc de la sèrie Patton que mai va veure combat durant el servei dels Estats Units.
Encara que els M48 i M60 posteriors eren similars en aparença, aquests eren dissenys de tancs completament nous. Molts models M47 Patton diferents segueixen en servei internacionalment. El M47 va ser l'últim tanc dels Estats Units que va tenir una metralladora muntada a proa al casc.

## Disseny
Tot i que una nova planta d'energia va corregir els problemes de mobilitat i fiabilitat del M26 Pershing, el posteriorment reanomenat M46 es va considerar una solució stopgap que seria reemplaçada més tard pel tanc mitjà T42. No obstant això, després de l'esclat dels combats a Corea, l'exèrcit va decidir que necessitava el nou tanc abans del previst. Es va considerar que no hi havia temps suficient per acabar el desenvolupament de la T42. La decisió final va ser produir una altra solució provisional, amb la torreta de la T42 muntada en el buc existent M46. Encara que aquest tanc provisional era tècnicament immadur, els oficials de l'exèrcit van considerar que les millores sobre el M46 en potència de foc i blindatge valia la pena. El tanc compost, desenvolupat per l'Arsenal de Detroit, va ser anomenat M47 Patton.
El desembre de 1950, l'Exèrcit va concedir un contracte de 100 milions de dòlars a l'American Locomotive Company per a la producció de 500 tancs. Va entrar en producció el 1951. El seu canó principal era el canó M36 (T119E1) de 90 mm amb un telèmetre òptic M12 instal·lat, que es va desenvolupar com una versió més potent dels primers canons de 90 mm i eren compatibles a l'inrevés amb la seva munició (però no a l'inrevés, la nova caixa de cartutxos no allotja els canons més febles). L'armament secundari consistia en dues metralladores Browning de calibre .30, una a proa i una altra coaxial amb el canó principal de 90 mm a la torreta, i un Browning M2 de calibre .50 en una muntura de pintle al sostre de la torreta. El M47 va ser l'últim tanc dissenyat pels Estats Units que va incloure una metralladora d'arc. La torreta T42 tenia un anell de torreta més gran que la torreta M26/M46, i presentava un disseny de nas d'agulla, que millorava la protecció de la torreta frontal, una torreta allargada i paperera d'emmagatzematge que sobresortia a mig camí de la coberta del motor, i costats inclinats per millorar encara més la protecció balística; això va donar a la torreta un perfil decididament en forma de rombe. També presentava el telecabina estereoscòpic M12, que va ser dissenyat per millorar la probabilitat d'èxit de primera ronda, però va resultar difícil d'utilitzar; el telecabina va sobresortir des d'ambdós costats del front superior de la torreta, que seria una característica dels tancs americans fins a l'arribada del M1 Abrams el 1980.
La producció a American Locomotive va començar el juliol de 1951. Les qüestions logístiques i tècniques van afectar la producció gairebé des del principi.
La política d'administració de Truman va tractar d'enfortir la resiliència dels fabricants d'armes nord-americans a l'atac aeri encoratjant una producció d'armes més descentralitzada, lluny de Detroit. Els Estats Units van reduir la producció civil d'automòbils per impulsar la producció militar amb l'inici de la Guerra de Corea. Com a resultat, els nous treballadors d'automoció a l'atur de Detroit van trobar poca feina, mentre que els fabricants de tancs fora de Michigan no tenien treballadors qualificats. La política de Truman també comptava que les fàbriques civils podien fer una transició ràpida a la producció en temps de guerra. No obstant això, moltes fàbriques no necessitaven maquinària de producció de tancs, eliminada durant la desmobilització de la Segona Guerra Mundial.
Un mecanisme de control de la torreta hidràulica dissenyat pel Cos d'Ordnance, compartit pel M41 Walker Bulldog, mantenia els tancs de Corea mentre els enginyers treballaven en una solució. Els enginyers van millorar els controls de qualitat de la producció de la hidràulica l'abril de 1952, i van començar a corregir els M47 marginats en l'emmagatzematge. En aquell moment, els oficials de l'exèrcit havien desballestat els plans d'enviar els tancs a Corea, a favor de proporcionar-los a les tropes estacionades a Europa i a casa.
Els primers M47 no van ser enviats a la 1a i 2a Divisió Blindada fins a l'estiu de 1952. Estandarditzada el maig de 1952, la producció de M47 Patton es va estendre fins al novembre de 1953; Detroit va construir 5.481 tancs, i American Locomotive Company en va produir 3.095, per a una producció total de 8.576 M47 Pattons.

## Desenvolupament
Després que l'Exèrcit dels Estats Units a Alemanya fos equipat amb el M47, els primers M47 lliurats sota el programa de l'Agència de Seguretat Mútua van ser lliurats a Portugal el 1952. A l'octubre, l'agència va anunciar que les nacions membres de l'OTAN havien acordat adoptar el tanc de batalla principal del Centurion britànic i el M47 com a estàndard. A l'octubre de la batalla de Camp Drum al juliol, la Guàrdia Nacional de l'Exèrcit de Nova Jersey va ser la primera força de reserva a entrenar amb el tanc.
El Cos de Marines també va llançar M47 a partir de finals de 1952; després de la Guerra de Corea, els set batallons de tancs de la Marina, tres divisions, dos entrenaments de reserva i dos de força, cadascun va llançar M47. Però aviat van ser reemplaçats per M48A1 Patton i M103 tancs pesants, i els últims M47 van ser retirats el 1959.
Amb l'arribada del M48 Patton millorat el 1953, el M47 va ser declarat "estàndard limitat" el 1955, i els exemples en unitats de tancs van ser reemplaçats per la sèrie M48 en poc temps.  Després de ser declarat obsolet el 1957, els M46 i els M47 van ser retinguts en els escamots d'assalt de la divisió d'infanteria (quatre tancs cadascun, un escamot per grup de batalla, per a un total de 20 tancs per divisió) fins que van ser reemplaçats pel míssil guiat antitanc SS-10 muntat en camió lleuger a principis dels anys seixanta. Els M47 van ser utilitzats per les Reserves durant un temps relativament curt, sent reemplaçats aviat per tancs de la sèrie M48 Patton; per tant, la majoria dels M47 van ser exportats a finals dels anys cinquanta.

## Conflictes que ha intervingut

### Crisis de Suez
El 8è regiment blindat francès va donar suport a les tropes aerotransportades amb foc.

### Guerra indo-pakistanesa de 1965
El primer conflicte important que va involucrar l'M47 va ser la Guerra Indo-Pakistana de 1965. En total, en aquest moment el Pakistan havia rebut 347 tancs M47, dels quals 230 estaven implicats en el conflicte. Els M47 estaven al servei de la 1a i 6a divisions blindades de l'exèrcit del Pakistan.

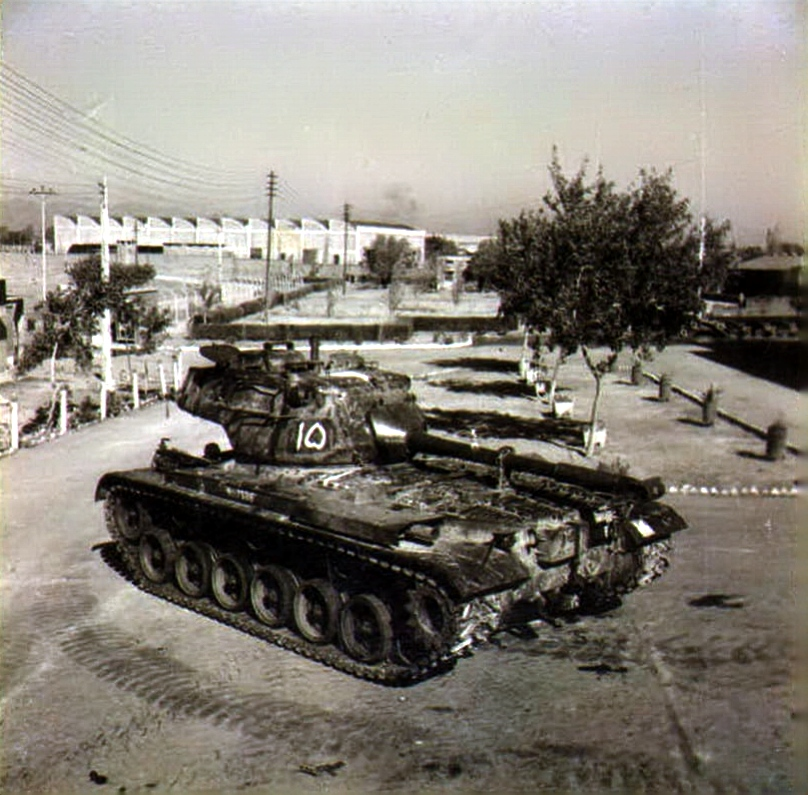
Un M47 Patton pakistani

Els tancs van començar a utilitzar-se activament a principis de setembre. El 8 de setembre, els pakistanesos van preparar una gran ofensiva, liderada per la 1a Divisió Blindada. Al matí, un dels trens que transportava munició de la 1a Divisió va ser destruït per avions indis, 4 tancs, 60 camions i tota la munició va ser destruïda, la qual cosa va tenir un impacte en la batalla posterior. La batalla de tancs més gran de la guerra (d'Asal Uttar) va tenir lloc entre el 8 i el 10 de setembre. Unitats de la 1a divisió blindada pakistanesa (264 M47 Patton, M48 Patton i lleugera M24 Chaffee) van travessar la frontera i van capturar el poble indi de Khem Karan. Després d'haver descobert l'avanç de l'enemic, les tropes índies (135 Centurion, tancs Sherman i tancs lleugers AMX-13) van preparar defenses en el terreny muntanyós. L'atac dels tancs pakistanesos a les posicions índies a Asal Uttara va acabar amb un fracàs: 97 tancs pakistanesos van ser destruïts i capturats, la majoria Pattons, els indis van perdre 32 tancs, la majoria Shermans. Els pakistanesos van sobrenomenar Asal-Uttar "Cementiri de Patton".
Després d'Asal Uttara, la 1a Divisió Blindada índia va llançar una contraofensiva cap a Phillura. La ciutat va ser defensada per la 6a divisió blindada pakistanesa. Del 10 a l'11 de setembre, com a resultat d'una batalla de tancs, els indis van aconseguir derrotar els pakistanesos i capturar Philura. Els pakistanesos van perdre 67 tancs, la majoria M47, destruint 12 Centurions i 6 Sherman.

### Guerra dels sis dies
Utilitzat pel costat jordà. Al començament de la guerra, Jordan tenia 49 tancs M47 Patton com a part del 12è Regiment de Tancs Independents. Durant les batalles amb l'exèrcit israelià, Jordània es va quedar amb només vuit M47. Les tripulacions de tancs jordans tenen més de 20 Sherman israelians. Els israelians no van capturar i posar en servei els M47 abatuts i abandonats. Només uns quants tancs van ser portats a Israel com a monuments.

### Guerra indo-pakistanesa de 1971
Els tancs M47 pakistanesos van participar en la batalla de tancs més gran de la guerra, la Batalla de Shakargarh Salient. Durant ell, es van reunir amb indis T-55 a Kot Nain i "Centurions" al riu Basantar. En ambdós casos, els pakistanesos van patir fortes derrotes.

### Invasió turca de Xipre
L'exèrcit turc va desplegar uns 110 tancs M47 per a la invasió, com a part dels batallons de tancs divisionals 28 i 39. La invasió va començar la tarda del 20 de juliol de 1974, amb una partida avançada de 15 M47 del 39è Batalló. El 22 de juliol, la segona onada de desembarcaments turcs va iniciar un atac a Kyrenia. La primera línia de defensors prop de l'aeroport de Nicòsia va destruir dos M47 amb foc de rifles sense retrocés de 106 mm i 57 mm, però va ser trencat. Al final del dia, tancs turcs havien irromput a la ciutat, amb un Patton colpejat per un míssil antitanc . Després d'haver pres la ciutat, les tripulacions de tancs turcs van aparcar dos M47 prop de la fortalesa medieval i van anar a dinar, sense adonar-se que la fortalesa estava sota el control dels grecoxipriotes. Aprofitant el moment, els grecs van llançar granades a les escotilles obertes i els dos tancs van explotar. L'endemà, les tropes xipriotes prop de l'aeroport van rebutjar un atac de dos M47, ambdós tancs van ser destruïts per "súper bazookas".
L'1 d'agost, prop del poble de Karavas al nord de Kyrenia, un Patton va ser destruït per un míssil Bumblebee. El 2 d'agost, els Pattons del 28è Batalló van assaltar el turó 1024 i van començar a avançar. Al turó de Kornos, la columna turca va ser emboscada, el tanc davanter i l'últim vehicle blindat de transport de personal van ser destruïts immediatament, limitant el moviment de la columna, després de la qual cosa van començar a retirar-se, deixant un altre M47 i un vehicle blindat de transport de personal bloquejats. Els grecoxipriotes van portar immediatament els vehicles capturats al seu plec. El 6 d'agost, la 28a Divisió turca va llançar un atac a gran escala contra Karavas, a la nit tots els grecoxipriotes es van retirar i es van perdre dos Pattons, destruïts pel tir de rifles sense retrocés.
El 14 d'agost, el 39è Batalló, juntament amb elements del 28è i diversos tancs M48 de la 5a Brigada, va llançar una ofensiva a gran escala cap a l'est i va arribar a Mia Milia al nord de Nicòsia. La zona estava defensada per la infanteria grega i diversos canons de sis lliures. En veure els tancs turcs, molts equips d'armes van fugir del camp de batalla sense disparar ni un sol tret. Lluitant amb les tropes restants, els tancs turcs van destruir entre 150 i 200 soldats grecs, perdent només entre 30 i 40 persones mortes i ni un sol tanc. El 15 d'agost, els tancs turcs van entrar a Famagusta, recorrent finalment 80 quilòmetres en dos dies. El mateix dia, en direcció oest, dos batallons de paracaigudistes turcs, recolzats per dues companyies M47 (30 - 35 tancs), van atacar els grecs a Skillura, defensats per cinc companyies d'infanteria i un tanc M47, capturats i posats en funcionament l'agost. 2. A les aproximacions al poble, un Patton turc va ser destruït pel foc d'un rifle sense retrocés de 106 mm, després del qual el poble va ser envoltat. Els grecs van decidir retirar el seu únic tanc del poble, amb l'esperança que els turcs confongués el tanc amb el seu propi. L'engany va funcionar i les tropes turques van creure que un altre tanc s'havia sumat a l'atac. Durant dues hores va anar amb ells i va disparar a Pattons turcs per l'esquena. Els turcs no van entendre mai d'on venia el foc. Deixant set Pattons destruïts al camp de batalla, el "troià" M47 va aconseguir amb èxit les seves pròpies posicions. Al nord, prop de Lapithos, els grecoxipriotes van capturar un altre M47 en una emboscada i van disparar contra les tropes turques amb ell fins que la tripulació va haver de destruir el tanc mentre es retirava. El 16 d'agost, en una batalla nocturna de tancs al nord de Nicòsia, un M47 va ser destruït pel foc d'un T-34-85 grec. Aquesta batalla va ser l'última amb tancs, i la segona directament entre tancs. En total, els turcs van perdre 21 tancs M47 durant la guerra.

### Segona guerra etíop-somali
Es van lliurar un total de 30 tancs M47 a Etiòpia, que van entrar en servei amb dues companyies. L'exèrcit etíop va lluitar amb els separatistes a Eritrea i l'Ogaden, i també va tenir enfrontaments directes amb l'exèrcit somali.
Els M47 etíops van participar en batalles amb tancs somalis, on van ser derrotats. Només el 1977, en les batalles per Jijiga, els tancs somalis T-54/55 va destruir almenys 14 tancs M47.
Els etíops van perdre 24 dels 30 tancs M47.

### Guerra Iran-Iraq
En total, els Estats Units van subministrar a l'Iran 400 tancs M47. Abans de l'inici de la guerra, hi havia 160 tancs M47M preparats per al combat, i uns 175 tancs més estaven en reparació i modernització. No se sap exactament on van anar els 70 M47 iranians, podrien haver estat cancel·lats, però també hi ha informació que l'any 1971 l'Iran va enviar 70 d'aquests tancs al Pakistan per compensar les pèrdues de la guerra. Els M47 iranians estaven en servei amb la brigada blindada de la 77a Divisió d'Infanteria, que es trobava a la frontera amb l'Iraq abans de l'inici de la guerra.
Un gran nombre de M47 iranians van ser capturats pels iraquians com a trofeus. El 10 de novembre de 1980, l'Iraq va organitzar una exposició d'equips capturats, que incloïa 11 tancs M47. El juliol de 1982, els M47 iranians van veure acció prop de Bàssora. L'exèrcit iranià també va lluitar contra la Mojahedin-e-kalq (MEK). El 28 de març de 1988, el MEK va llançar l'operació Sol brillant. Durant els combats, la ciutat de Shukh, que estava defensada per la 77a Divisió, va ser capturada. 9 M47 van ser destruïts i 4 capturats. El 1988, l'Iraq va vendre més de 50 M47 capturats.
Els M47 capturats van romandre en servei iraquià almenys fins a 1992.

### Conflicte turco-kurd
Turquia va utilitzar Pattons als anys 80 i 90 per lluitar contra els kurds al seu territori i a l'Iraq.

### Guerra de la independència croata

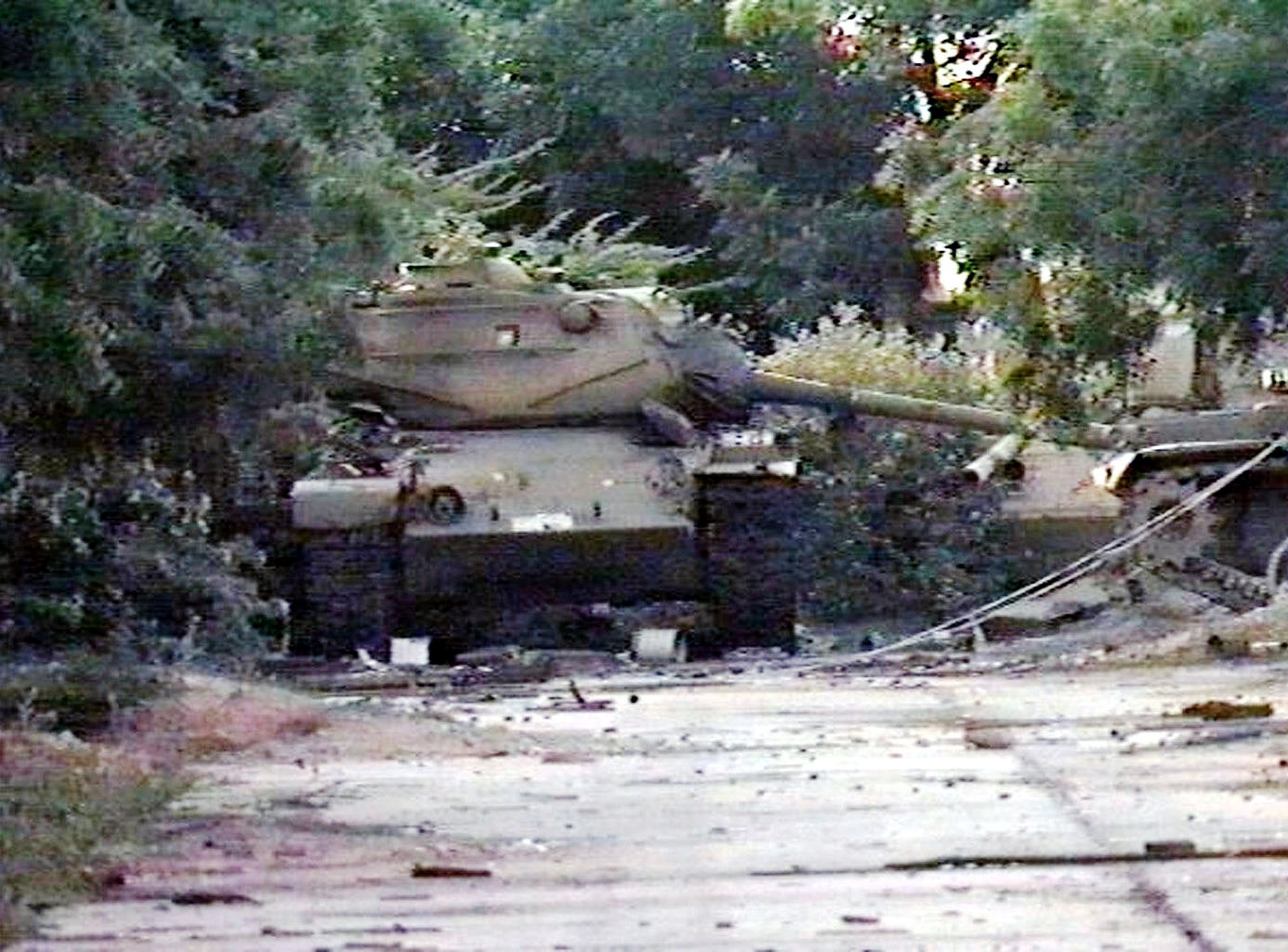
Tres tancs M47 Patton abandonats després de l'esclat de la guerra civil somalí.

Utilitzat per Croàcia. Els M47 croats van tenir un mal rendiment en les batalles contra els T-55 serbis.

### Guerra Civil somalí
El 1983, Itàlia va subministrar a Somàlia 100 tancs M47, altres 25 M47 van ser transferits per l'Aràbia Saudita. Van ser utilitzats molt activament durant la guerra civil a Somàlia. Una famosa batalla amb la seva participació va tenir lloc el 6 de gener de 1993 durant la batalla per Mogadiscio. Aquesta va ser l'única batalla en què es va utilitzar armadura pesada contra les forces nord-americanes. Com a resultat de la batalla, es van capturar 4 tancs M47 somalis i 13 vehicles blindats de transport de personal.

## Modificacions

### Americanes
- M46E1: Model pilot, casc M46 amb torreta T42, equipat amb el M36 Gun de 90 mm, i era més llarg per incorporar una ràdio, ventilador, i presentava un telèmetre estereoscòpic; només un construït.[3] Prototip del M47 Patton.
- M47 Patton: Versió de producció principal, M46 completament modificat amb glacis redissenyats, reducció de cinc a tres corrons de retorn de pista per costat, silenciador més llarg en parafangs posteriors; 8.576 construïts.[3]
- M47E1 (EEUU): La designació americana per als tancs M47 va ser modificada per utilitzar el sistema de control de foc del tanc de batalla principal britànic Centurion, amb el seu sistema d'estabilització d'armes. Va ser altament valorat per tripulacions en avaluació comparativa amb altres vehicles americans del període,[29] però no va ser adoptat a causa de l'M47 que va arribar al final de la seva vida de producció; fins a 20 construïts.[30]
- M47M: El seu producte d'un programa de millora va començar a finals dels anys seixanta, el M47M va comptar amb els elements de control de motor i foc de la M60A1. La posició del conductor assistent va ser eliminada a favor de munició addicional de 90 mm. No utilitzat pels Estats Units; es van produir més de 800 vehicles per a l'Iran i el Pakistan.[3]

### Espanyoles
- M47E: Versió austera espanyola M47M.
  - M47E1 (Espanya): Segon lot d'actualització espanyol amb emmagatzematge de munició de canons principals reorganitzats i escalfador de tripulació. M47E nous i actualitzats. 330 convertits.
  - M47E2: 45 construïts. M47E1 amb canó Rh-105 de 105 mm i millorat FCS. Visió nocturna passiva per conductor i comandant. Tota la sèrie M47 MBT en servei espanyol es va retirar el 1993.
  - M47ER3: Vehicle espanyol de recuperació blindada. 22 construïts.[31]

### Iranianes
- Sabalan: Versió millorada per l'Iran de l'M47M dels Estats Units, té faldilles laterals i una torreta de nova construcció equipada amb un canó de 105 mm, un làser, un nou sistema de control d'incendis i un equip de comunicació. No s'utilitza mai en el servei actiu.[32]
  - Tiam: Variant iraniana del Sabalan equipat amb torreta tipus 59, nou sistema de control d'incendis, nou equip de comunicació, armadura composta i reactiva.[33]

### Altres països
- M47 amb 105mm: Actualització francesa amb canó 105 mm CN 105 F1, emmagatzematge extra de munició mitjançant l'eliminació de la posició del conductor assistent i el focus d'infraroig.[30]
- M47 amb 105mm: Millora italiana amb OTO Melara canó L/52 de 105 mm, nous sistemes de control de foc i nou motor dièsel AVDS-1790-2A.[34]

## Operadors

### Actuals

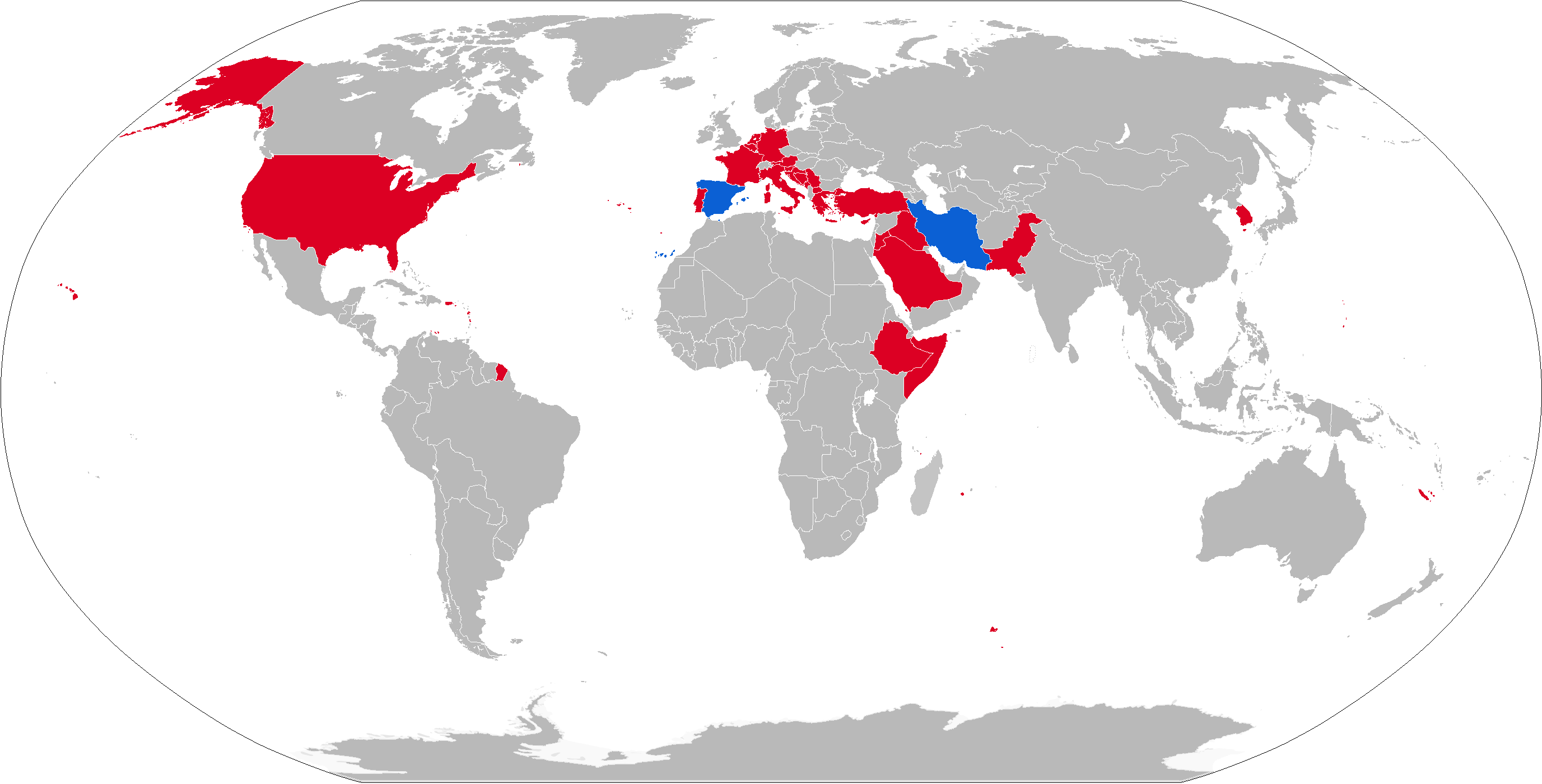
Països en color blau on tenen un M47 en servei. Països en color vermell on tenien un M47 en servei.

- Països en color blau on tenen un M47 en servei. Països en color vermell on tenien un M47 en servei. Iran: 168 M47/M48 Pattons en servei a partir del 2022.[35] 400 M47 lliurats en la dècada de 1960 i M47M en la dècada de 1970.[36] Més tard es va actualitzar a Sabalan i a l'estàndard Tiam en la dècada de 2010.

### Antics
- Alemanya Occidental: 1.102 tancs van ser explotats.[37]

- Un M47Patton de la Bundeswehr a l'any 1960Un M47Patton a un museu militar a Bèlgica Austria: 153 M47 en servei actiu des de 1957 fins a 1982. Des de 1972, les torretes de tancs M47 retirats es van fixar en els sistemes búnquers austríacs.
- Aràbia Saudita

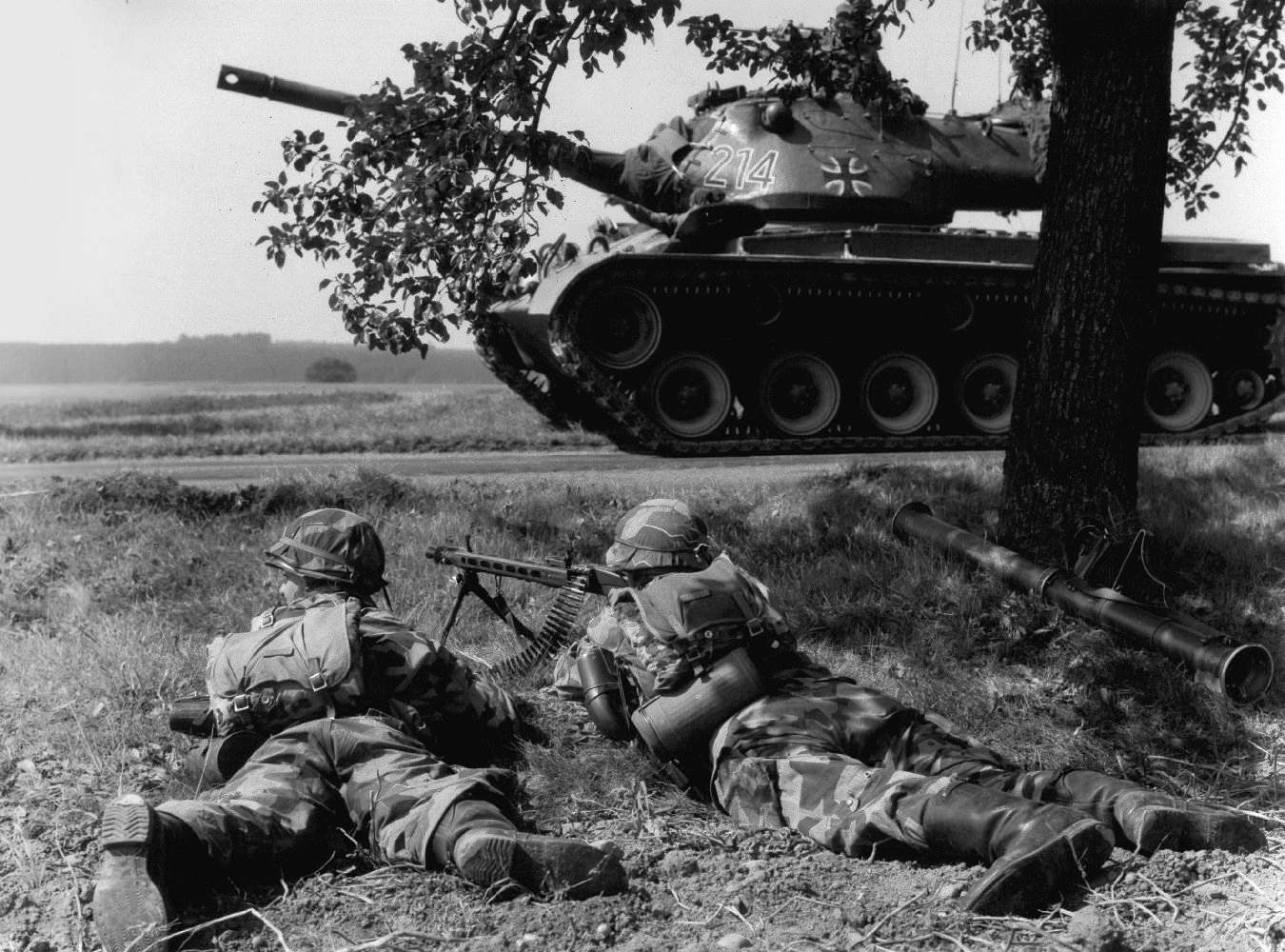
Un M47Patton de la Bundeswehr a l'any 1960

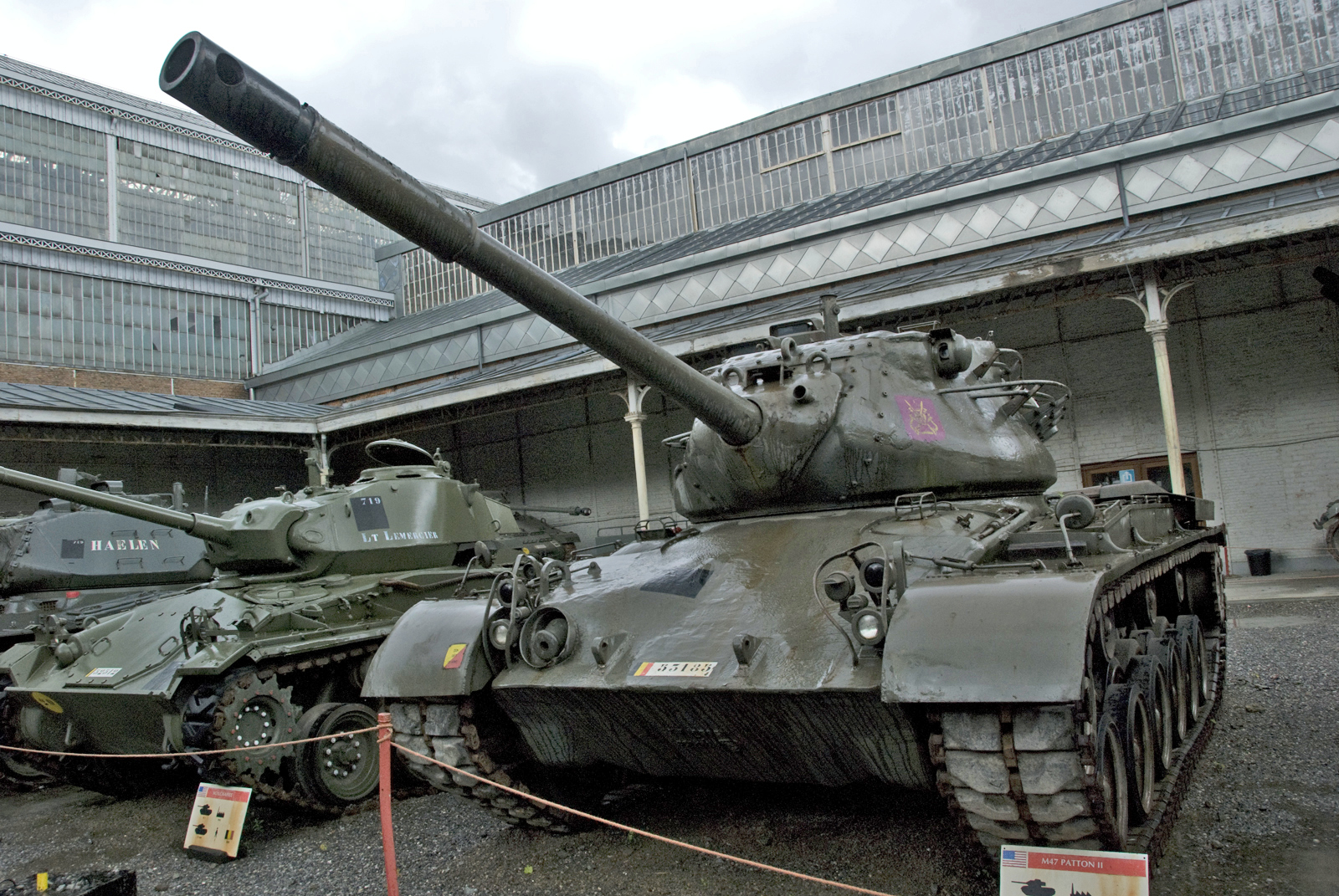
Un M47Patton a un museu militar a Bèlgica

- Bèlgica: Un dels exemples supervivents és visible al Museu Militar de Brussel·les.
- Corea del Sud: Va adquirir un total de 531 vehicles, 463 per a l'exèrcit entre 1956 i 1959, i 68 per al cos de marines entre 1963 i 1964, principalment de la USFK. Al voltant de tres quartes parts dels M47 van reemplaçar els seus canons M36 de 90 mm amb els canons M41 de 90 mm que van estar disponibles quan els seus M48 van millorar els seus canons de 90 mm M41 a 105 mm M68. L'últim vehicle va quedar fora de servei el 2007.
- Croàcia: Més de 20 unitats durant la Guerra d'Independència de Croàcia, 16 unitats van romandre en servei el 1996, però aviat es van retirar.
- Espanya: 22 M47ER3 a partir de 2013 modernitzats entre 1992 i 1994.[38]
- Estats Units: Principal operador.
- França: 856 (1954–1970) Un dels tancs va ser convertit amb el canó de 105mm desenvolupat per l'AMX-30, incloent-hi modificacions al muntatge de la recambra de l'arma i els prestatges de munició.[30]
- Grècia: 396 peces en total, de les quals 391 van ser desballestades entre 1992 i 1995.
- Iraq: Capturat de l'Iran. Tot destruït o desballestat.
- Itàlia: Fins a 2.000 adquirides. A finals de la dècada de 1960 es va convertir en motor dièsel i es va equipar amb un canó de 105 mm per a proves.
- Jordània: Adquirit al voltant de 50 dels Estats Units a mitjan dècada de 1960,[39] així com 60 M47 i M48 iranians capturats a l'Iraq el 1988.[40]
- Països Baixos:[41]
- Pakistan: Retirat entre 2002-2003.[42]
- Portugal: 61 M-47 rebuts a partir de 1952, sota l'Agència de Seguretat Mútua. Van començar a ser desmantellats el 1978 i alguns van servir fins a mitjans dels anys vuitanta.
- República Federal Socialista de Iugoslàvia: Un total de 319 lliurades durant la dècada de 1950, quan el president dels Estats Units Dwight D. Eisenhower temia que l'URSS pogués atacar Iugoslàvia a través de la frontera entre Hongria i Iugoslàvia.
- Somàlia: Va perdre durant la Guerra d'Independència de Somàlia i la Guerra Civil somalí.[43]
- Turquia: 1.347 tancs van ser explotats. Avui tots els M47 han estat reciclats, i l'acer utilitzat per a fins civils, excepte un tanc que va ser lliurat al Museu Militar d'Istanbul i un altre tanc com a monument de guerra.

### Operador d'avaluació
Japó: Es va proporcionar un M47 per a l'avaluació, i es va utilitzar com a referència per al desenvolupament del prototip de tanc STA del Tipus 61. Després de ser utilitzat per a la comparació amb els vehicles prototip de STA i l'anàlisi tècnica, va ser eliminat. Aquest dipòsit no va ser desballestat i es conserva en una col·lecció privada.

## Carros de combat similars
- Estats Units: M46 Patton
- Estats Units: M48 Patton
- Estats Units: M60 Patton
- URSS: T-44
- Regne Unit: Centurion
- Japó: Tipus 61